# St. Joseph (Rosenheim)

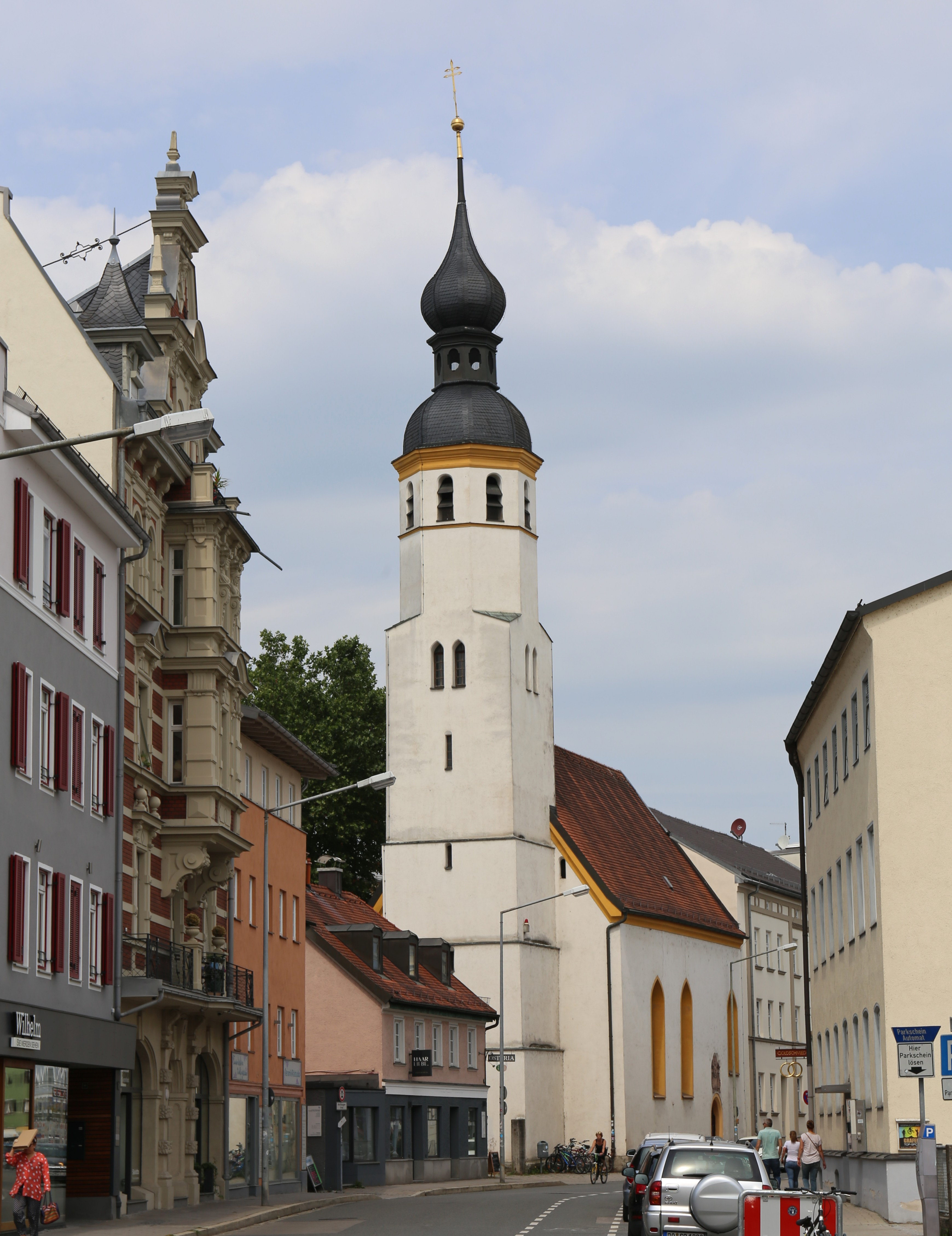
St. Joseph in Rosenheim

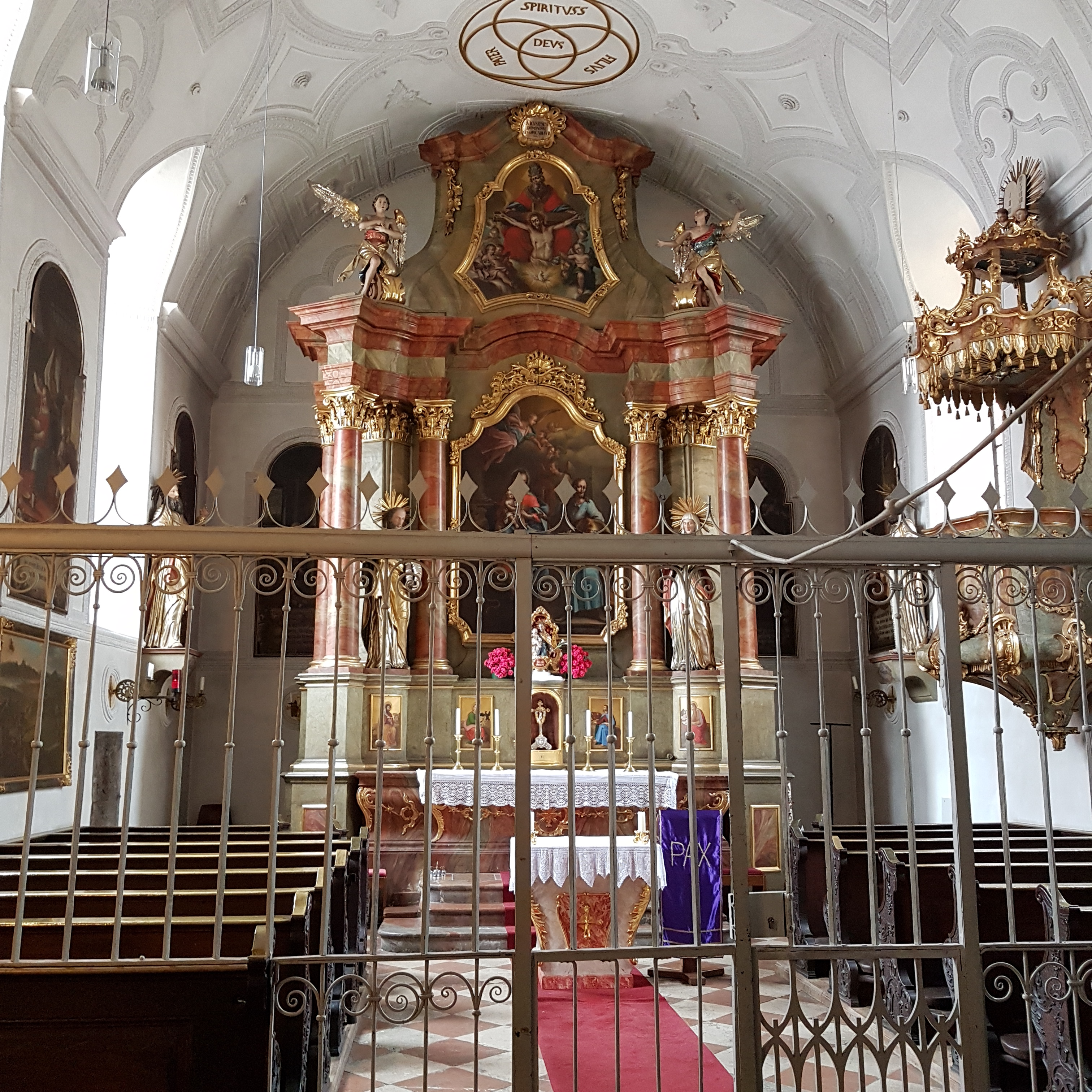
Innenraum

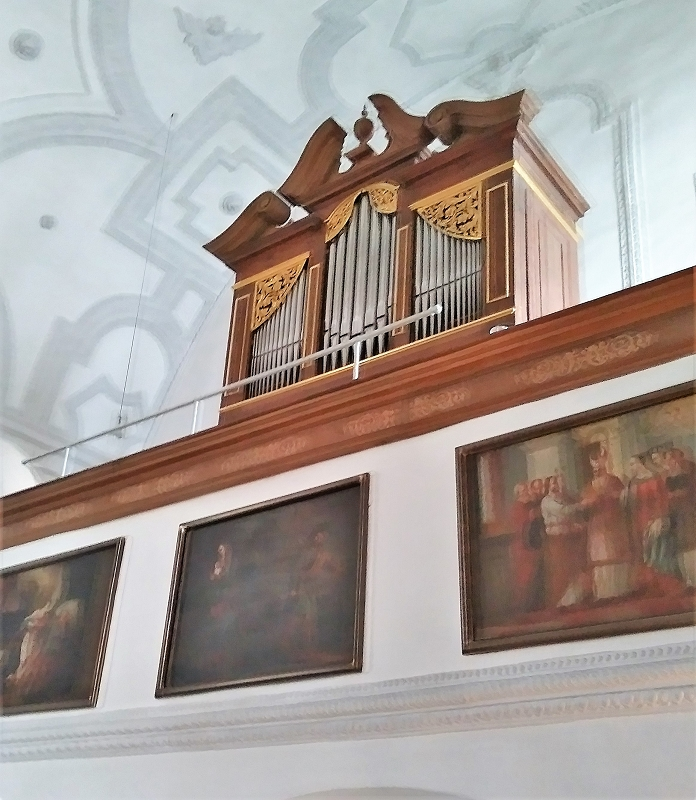
Orgel

Die römisch-katholische Spitalkirche St. Joseph steht in der oberbayerischen Stadt Rosenheim. Sie ist in der Liste der Baudenkmäler in Rosenheim als Baudenkmal unter der Nr. D-1-63-000-53 eingetragen. Die Kirche gehört zum Dekanat Rosenheim im Erzbistum München und Freising.

## Beschreibung
Die 1618/19 erbaute und Mitte des 18. Jahrhunderts umgestaltete Saalkirche in der Innstraße besteht aus dem traufständigen Langhaus und dem Kirchturm auf quadratischem Grundriss im Südosten. Der Turm erhielt um 1645 ein neues achteckiges Obergeschoss, das den Glockenstuhl enthält und mit einer Welschen Haube bedeckt ist. 
Der Innenraum des Langhauses ist mit einem Tonnengewölbe überspannt. Zur Kirchenausstattung gehört der 1755 gebaute und 1844 veränderte Hochaltar. Er wird von den Skulpturen des heiligen Joachim und der heiligen Anna flankiert. Auf dem Altarretabel ist die Heilige Familie, im Altarauszug ein Gnadenstuhl dargestellt. Für den 1634 verstorbenen Stifter Simon Peer wurde ein aus Rotmarmor gefertigter Grabstein aufgestellt. 

## Orgel
Die rein mechanische Orgel mit sechs Registern auf einem Manual und Pedal wurde 1846 mit einem klassizistischen Prospekt von Josef Wagner erbaut. Das Instrument wurde 1990 von Sandtner restauriert. Die Disposition lautet:
| Manual C,D,E,F,G,A–f3 |    |
| Copel                 | 8′ |
| Principall            | 4′ |
| Flötte                | 4′ |
| Octav                 | 2′ |
| Mixtur III            | 1′ |

| Pedal C,D,E,F,G,A–a |     |
| Subbaß              | 16′ |

- Temperatur: Werckmeister III